# Phantyna segregata
Phantyna segregata är en spindelart som först beskrevs av Willis J. Gertsch och Stanley B. Mulaik 1936.  Phantyna segregata ingår i släktet Phantyna och familjen kardarspindlar. Inga underarter finns listade i Catalogue of Life.